# Almorzando con Mirtha Legrand

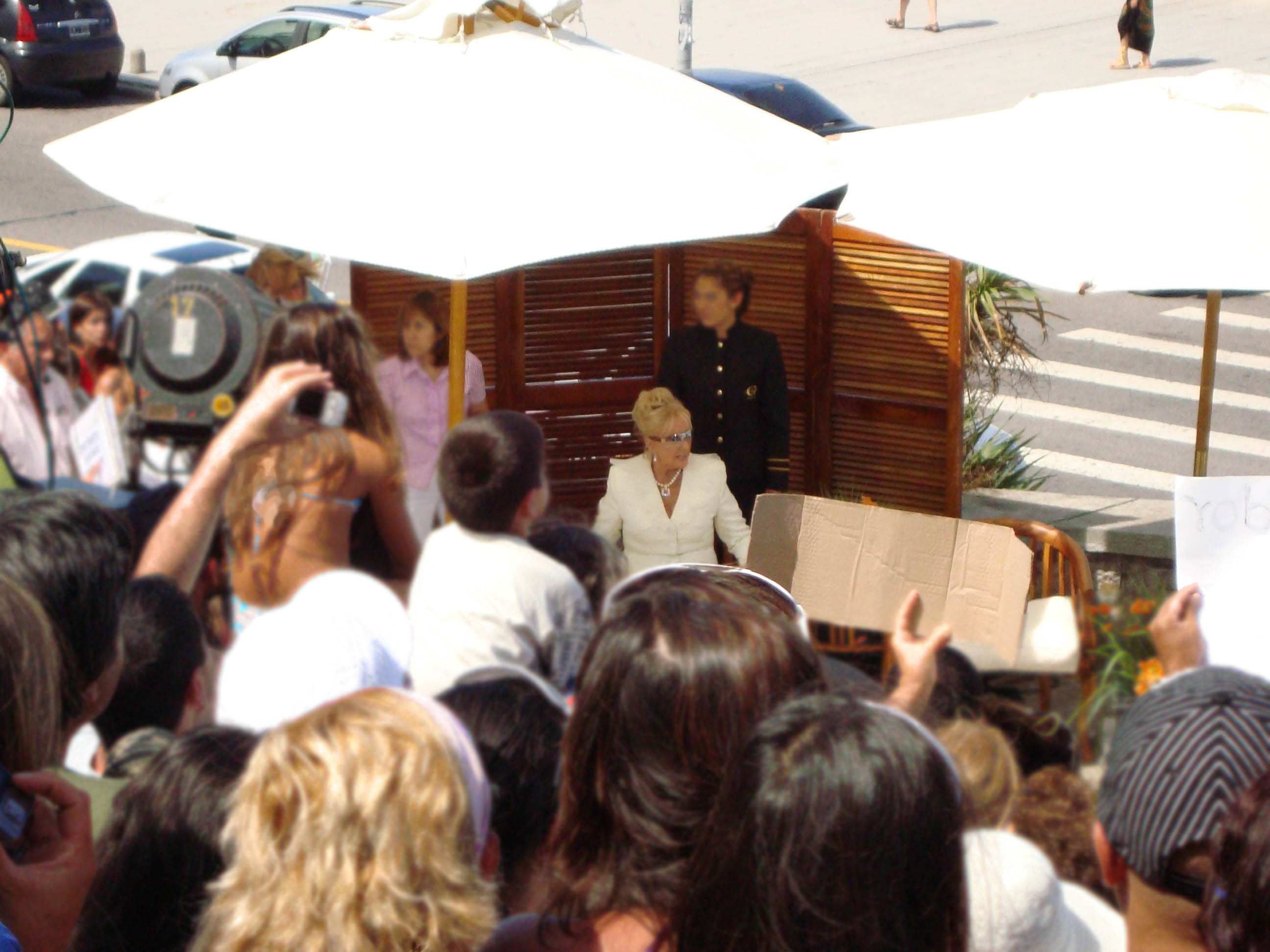
Mirtha Legrand (2009)

Almorzando con Mirtha Legrand (ursprünglich Almorzando...) ist eine argentinische Talkshow. Sie gehört zu den populärsten Sendungen des Landes und wurde mit nur kurzen Unterbrechungen von 1968 bis 2011 und mit einem überarbeiteten Konzept ab 2013 erneut gesendet. Damit gehört sie zu den längsten im Fernsehen präsenten Sendungen Argentiniens.
Das Konzept der Show, die mehrmals zwischen América TV, Canal 13, Canal 9 und Canal 7 hin- und herwechselte, besteht darin, dass die Moderatorin Mirtha Legrand mit Studiogästen ein Mittagessen (span. almuerzo) zu sich nimmt. Dabei wurden Themen aller Sparten angesprochen und diskutiert.

## Geschichte
Die Sendung wurde 1968 unter dem Titel Almorzando... aufgesetzt. Ursprünglich waren die Gäste prominente Personen aus dem Showbusiness sowie der Kunstszene. Mit der Zeit wurden jedoch auch Politiker, Sportler und Wissenschaftler eingeladen. Als das Sendeformat bald darauf populär wurde, wurde der Titel wegen der Beliebtheit der Moderatorin in Almorzando con Mirtha Legrand umgewandelt. 1992 gewann Legrand für die Sendung den Medienpreis Martín Fierro in Gold.
Zu den Gästen gehörten zahlreiche Berühmtheiten der argentinischen, aber auch ausländischen Öffentlichkeit. So waren etwa die letzten drei Präsidenten des Landes – Eduardo Duhalde, Néstor und Cristina Kirchner – aber auch Raúl Alfonsín sowie der venezolanische Staatschef Hugo Chávez bereits Gäste der Sendung.